# Psein
Psein ist eine Ortschaft in der Gemeinde Weitensfeld im Gurktal im Bezirk St. Veit an der Glan in Kärnten. Die Ortschaft hat 27 Einwohner (Stand 1. Jänner 2024).

## Lage
Die Ortschaft liegt im Südosten der Gemeinde Weitensfeld, sonnseitig am Zammelsberger Rücken über dem Wimitztal, in der Katastralgemeinde Gruska, zwischen Jägergraben und Pseinbach.
Zur Ortschaft gehören die Höfe Simele (Nr. 1), Bodner (auch Michele, Nr. 2), Hansele (Nr. 3), Hurlitsch (Nr. 4), Grantner (Nr. 7), Hadebauer (Nr. 8), Schmölzer (Nr. 9) und Hurlitscher (Nr. 10).

## Geschichte
Der Ortsname kommst vom slowenischen Psinje (= Hundegegend) und entspricht dem des Nachbarorts Hundsdorf.
Bei Gründung der Ortsgemeinden Mitte des 19. Jahrhunderts kam Psein an die Gemeinde Pisweg; die Ortschaft lag damals noch auf dem Gebiet der Katastralgemeinde Gruska. 
Bei der Gemeindestrukturreform 1973, als die Gemeinde Pisweg aufgelöst und die Katastralgemeinde Gruska an die Gemeinde Gurk angeschlossen wurde, wurde der westlichste Teil der Katastralgemeinde Gruska mit den Ortschaften Psein und Grua an die Katastralgemeinde Wullroß und somit an die damals neu errichtete Gemeinde Weitensfeld-Flattnitz abgetreten. Bei Auflösung jener Gemeinde 1991 kam Psein an die Gemeinde Weitensfeld im Gurktal.

## Bevölkerungsentwicklung
Für die Ortschaft ermittelte man folgende Einwohnerzahlen:
- 1869: 11 Häuser, 56 Einwohner[2]
- 1880: 9 Häuser, 60 Einwohner[3]
- 1890: 10 Häuser, 62 Einwohner[4]
- 1900: 9 Häuser, 68 Einwohner[5]
- 1910: 9 Häuser, 63 Einwohner[6]
- 1923: 9 Häuser, 65 Einwohner[7]
- 1934: 67 Einwohner[8]
- 1961: 9 Häuser, 46 Einwohner[9]
- 2001: 9 Gebäude (davon 9 mit Hauptwohnsitz) mit 9 Wohnungen; 34 Einwohner und 0 Nebenwohnsitzfälle; 9 Haushalte; 0 Arbeitsstätten, 8 land- und forstwirtschaftliche Betriebe[10]
- 2011: 10 Gebäude, 31 Einwohner, 10 Haushalte, 1 Arbeitsstätte[11]
- 2021: 12 Gebäude, 26 Einwohner, 11 Haushalte, 5 Arbeitsstätten[12]